# John Akister
Hon. John Edward Akister (* 6. November 1937 in Brighton, Sussex, England) ist ein australischer Politiker der Australian Labor Party ALP, der zwischen 1976 und 1988 Mitglied im Parlament von New South Wales war und von 1984 bis 1988 verschiedene Ministerämter bekleidete.

## Leben
John Edward Akister, Sohn von Dorothy Enid Akister, wuchs in England auf und absolvierte nach der Staveley Public School, der Windermere Grammar School und dem Salford Technical College eine Berufsausbildung zum Elektroinstallateur beim Elektrotechnikunternehmen Metropolitan-Vickers, bei dem er anschließend von 1957 bis 1959 als Elektrotechnischer Zeichner tätig war. Nachdem er von 1959 bis 1961 seinen Wehrdienst (National Service) als Gefreiter im 1. Bataillon des Lancashire Regiment (Prince of Wales’s Volunteers) abgeleistet hatte, war er zwischen 1961 und 1963 erneut als Elektrotechnischer Zeichner bei Metropolitan-Vickers beschäftigt. Daraufhin wanderte er 1963 nach Australien aus und war zwischen 1963 und 1966 zunächst Technischer Zeichner bei A. E. I. Pty Ltd sowie im Anschluss von 1966 bis 1976 Leitender Technischer Zeichner bei der Verwaltungsbehörde der Snowy Mountains. Daneben leistete er zwischen 1966 und 1976 auch Dienst in den Citizen Military Forces, der heutigen Reservearmee (Australian Army Reserve), und war dort Hauptfeldwebel (Staff Sergeant) im 109. Bauschwadron des 21. Bauregiments (109 Construction Squadron, 21 Construction Regiment) des Ingenieurkorps RAE (Royal Australian Engineers) des Heeres (Australian Army). In dieser Zeit begann er auch sein politisches Engagement und war nach seinem Eintritt in die Australian Labor Party ALP 1969 zwischen 1970 und 1976 Sekretär des ALP-Ortsvereins Cooma sowie zudem 1976 Sekretär des Rates des Bundeswahlkreises für das Cooma-Monaro Shire. Er war des Weiteren von 1970 bis 1976 Sekretär der AESDA für den Bereich Snowy Mountains und außerdem Spieler, Kapitän sowie zuletzt auch Trainer des Cooma Rugby Union Football Club.
Akister wurde am 1. Mai 1976 für die Australian Labor Party erstmals Mitglied im Parlament von New South Wales und vertrat in der Legislativversammlung (New South Wales Legislative Assembly) bis zum 22. Februar 1988 den Wahlkreis Monaro. Am 5. April 1984 übernahm er erstmals Regierungsämter und fungierte im Kabinett von Premierminister Neville Wran bis zum 4. Juli 1986 als Minister für Justizvollzugsanstalten (Minister for Corrective Services). Das Amt des Ministers für Justizvollzugsanstalten bekleidete er zwischen dem 4. Juli 1986 und dem 25. März 1988 auch im Kabinett von Premierminister Barrie Unsworth. In den Kabinetten Wren und Unsworth war er ferner zwischen dem 5. April 1984 und dem 25. März 1988 Mitglied des Regierungsrates (Member of the Executive Council), zugleich Beigeordneter Minister beim Premierminister für ländliche Angelegenheiten (Minister assisting the Premier on Rural Matters) und in Personalunion zudem stellvertretender Minister für Landwirtschaft, Fischerei und Forsten (Minister representing the Minister for Agriculture, Fisheries and Forests). Des Weiteren fungierte er im Kabinett Unsworth zwischen dem 4. Juli 1986 und dem 25. März 1988 auch als stellvertretender Verkehrsminister (Assistant Minister of Transport).
Nach seiner Niederlage bei den Wahlen am 19. März 1988, dem anschließenden Ausscheiden aus Regierung und Parlament machte sich John Akister als Unternehmer selbständig. Er war zwischen 1989 und 1990 Personalmanager bei TNT sowie von 1991 bis zu seinem Eintritt in den Ruhestand 1994 Direktor des Unternehmens Lions. Aus seiner am 18. Dezember 1965 in Sydney geschlossenen Ehe mit Brenda Ann Pye gingen zwei Töchter hervor.